# Pico dos Borbas
O Pico dos Borbas é uma elevação portuguesa localizada na freguesia açoriana da Fonte do Bastardo, concelho da Praia da Vitória, ilha Terceira, arquipélago dos Açores.
Esta formação geológica encontra-se geograficamente localizada na parte Este da ilha Terceira, eleva-se a 202 metros de altitude acima do nível do mar e encontra-se fortemente relacionado com a formação geológica mais antiga da ilha Terceira, o Complexo desmantelado da Serra do Cume que dá forma Junto com a Serra da Ribeirinha à maior caldeira vulcânica dos Açores e se eleva a 545 metros acima do nível do mar.
Nas imediações desta formação geológica encontram-se a Ribeira dos Azevinhos e o curso de água denominado Fonte da Bica que se juntam a caminho do mar indo desaguar na costa do Cabo da Praia.